# Cauroir
Cauroir település Franciaországban, Nord megyében. Lakosainak száma 575 fő (2022. január 1.). Cauroir Cagnoncles, Awoingt, Cambrai, Carnières, Escaudœuvres és Estourmel községekkel határos.

## Népesség
A település népességének változása:
| Lakosok száma | 592  | 585  | 595  | 570  | 573  | 567  | 566  | 571  | 575  |
|               | 2013 | 2015 | 2016 | 2017 | 2018 | 2019 | 2020 | 2021 | 2022 |